# Rytterne landskommun
Rytterne landskommun var en kommun i Västmanlands län.

## Administrativ historik
Kommunen bildades 1863 i Rytterne socken i Snevringe härad i Västmanland. 
Vid kommunreformen 1952 inkorporerades kommunen i Kolbäcks landskommun.
Vid Kolbäcks landskommuns splittring 1971 kom Rytterne-delen till Västerås kommun.

## Politik

### Mandatfördelning i Rytterne landskommun 1938-1946
| 12 | 5 | 2 | 1 |

| 16 | 4 |

| 10 | 6 | 3 | 1 |

| 15 | 5 |

| 11 | 5 | 3 | 1 |

| 16 | 4 |